# Luís Manuel Costa Silva
Luís Manuel Costa Silva (Matosinhos, 29 settembre 1992) è un calciatore portoghese, centrocampista dell'Académico de Viseu.

## Carriera

### Club
Ha giocato nella massima serie portoghese.

### Nazionale
Ha militato nelle nazionali giovanili portoghesi Under-20 ed Under-21.